# Petersburg-Warschauer Eisenbahn
| Warschauer Bahnhof in St. Petersburg, Anfang des 20. Jahrhunderts |                                                                         |                                                             |                                                             |
| Streckenlänge: | 1333 km                                                                 |                                                             |                                                             |
| Spurweite: | (Sankt Petersburg–Czarna Białostocka) 1520 mm (Hrodna–Warschau) 1435 mm |                                                             |                                                             |
| |                                                                         |                                                             |                                                             |
| \| \| 0,0 \| Sankt Petersburg Warschauer Bahnhof (1851–2001) \| Sankt Petersburg Warschauer Bahnhof (1851–2001) \| \| \| \| von Sankt Petersburg Witebsker Bahnhof \| \| \| \| 44,6 \| Gattschina (seit 1858) \| Gattschina (seit 1858) \| \| \| \| \| \| \| \| \| nach Narva, Paldiski (Baltische Eisenbahn) \| \| \| \| 140 \| Luga (seit 1859) \| Luga (seit 1859) \| \| \| 273 \| Pskow (seit 1859) \| Pskow (seit 1859) \| \| \| \| nach Petschory \| \| \| \| \| Ostrow \| \| \| \| \| Staatsgrenze Russland–Lettland \| \| \| \| \| Kārsava \| \| \| \| \| Bahnstrecke Rēzekne–Kārsava \| \| \| \| \| \| \| \| \| \| von Riga nach Zilupe \| \| \| \| \| \| \| \| \| \| Rēzekne 1 \| \| \| \| \| nach Krustpils \| \| \| \| \| \| \| \| \| \| Daugavpils \| \| \| \| \| von Krustpils nach Wizebsk \| \| \| \| \| von/nach Panevėžys \| \| \| \| \| Staatsgrenze Lettland–Litauen \| \| \| \| \| Turmantas \| \| \| \| \| Visaginas \| \| \| \| \| Ignalina \| \| \| \| \| von Minsk \| \| \| \| \| Naujoji Vilnia \| \| \| \| 704 \| Vilnius (seit 1860) \| Vilnius (seit 1860) \| \| \| \| nach Lida \| \| \| \| \| nach Kaunas \| \| \| \| 782 \| Varėna \| Varėna \| \| \| 803 \| Marcinkonys \| Marcinkonys \| \| \| \| \| \| \| \| \| Staatsgrenze Litauen–Belarus Strecke seit 2004 unterbrochen \| \| \| \| \| \| \| \| \| \| von Druskininkai \| \| \| \| \| Poretsche \| \| \| \| \| von Minsk \| \| \| \| \| Hrodna (Beginn Normalspur) \| \| \| \| \| Memel \| \| \| \| \| Staatsgrenze Belarus–Polen \| \| \| \| \| von Suwałki, Šeštokai \| \| \| \| \| Sokółka \| \| \| \| \| Czarna Białostocka Ende Breitspur \| \| \| \| \| Białystok \| \| \| \| \| nach Ełk, nach Czeremcha \| \| \| \| \| Małkinia \| \| \| \| \| von Ostrołęka \| \| \| \| \| Tłuszcz \| \| \| \| \| nach Legionowo \| \| \| \| \| Zielonka \| \| \| \| \| nach Warszawa Rembertów, Warszawa Wschodnia \| \| \| \| \| Bahnstrecke Warszawa–Gdańsk \| \| \| \| \| \| \| \| \| 1333 \| Warszawa Wileńska (1862–1915 Dworzec Petersburski) \| Warszawa Wileńska (1862–1915 Dworzec Petersburski) \| |                                                                         |                                                             |                                                             |
| Kopfbahnhof Streckenanfang (Strecke außer Betrieb) | 0,0                                                                     | Sankt Petersburg Warschauer Bahnhof (1851–2001)             | Sankt Petersburg Warschauer Bahnhof (1851–2001)             |
| Abzweig ehemals geradeaus und von links |                                                                         | von Sankt Petersburg Witebsker Bahnhof                      | von Sankt Petersburg Witebsker Bahnhof                      |
| Bahnhof | 44,6                                                                    | Gattschina (seit 1858)                                      | Gattschina (seit 1858)                                      |
| Abzweig geradeaus, von links und von rechts |                                                                         |                                                             |                                                             |
| Abzweig geradeaus und nach rechts |                                                                         | nach Narva, Paldiski (Baltische Eisenbahn)                  | nach Narva, Paldiski (Baltische Eisenbahn)                  |
| Bahnhof | 140                                                                     | Luga (seit 1859)                                            | Luga (seit 1859)                                            |
| Bahnhof | 273                                                                     | Pskow (seit 1859)                                           | Pskow (seit 1859)                                           |
| Abzweig geradeaus und nach rechts |                                                                         | nach Petschory                                              | nach Petschory                                              |
| Bahnhof |                                                                         | Ostrow                                                      | Ostrow                                                      |
| Grenze |                                                                         | Staatsgrenze Russland–Lettland                              | Staatsgrenze Russland–Lettland                              |
| Bahnhof |                                                                         | Kārsava                                                     | Kārsava                                                     |
| |                                                                         | Bahnstrecke Rēzekne–Kārsava                                 |                                                             |
| Abzweig geradeaus und nach links · Strecke von rechts |                                                                         |                                                             |                                                             |
| Abzweig quer und von rechts · Kreuzung geradeaus unten · Abzweig quer, nach links und von links |                                                                         | von Riga nach Zilupe                                        | von Riga nach Zilupe                                        |
| Strecke nach links · Abzweig geradeaus, von links und von rechts · Strecke nach rechts |                                                                         |                                                             |                                                             |
| Bahnhof |                                                                         | Rēzekne 1                                                   | Rēzekne 1                                                   |
| Abzweig quer und von links · Abzweig geradeaus und nach rechts |                                                                         | nach Krustpils                                              | nach Krustpils                                              |
| Abzweig geradeaus und von links · Abzweig geradeaus und von rechts |                                                                         |                                                             |                                                             |
| Kreuzung geradeaus oben · Abzweig quer und nach links · Bahnhof quer |                                                                         | Daugavpils                                                  | Daugavpils                                                  |
| Strecke |                                                                         | von Krustpils nach Wizebsk                                  | von Krustpils nach Wizebsk                                  |
| Abzweig quer, nach links und nach rechts · Strecke von rechts |                                                                         | von/nach Panevėžys                                          | von/nach Panevėžys                                          |
| Grenze |                                                                         | Staatsgrenze Lettland–Litauen                               | Staatsgrenze Lettland–Litauen                               |
| Bahnhof |                                                                         | Turmantas                                                   | Turmantas                                                   |
| Haltepunkt / Haltestelle |                                                                         | Visaginas                                                   | Visaginas                                                   |
| Bahnhof |                                                                         | Ignalina                                                    | Ignalina                                                    |
| Abzweig geradeaus und von links |                                                                         | von Minsk                                                   | von Minsk                                                   |
| Bahnhof |                                                                         | Naujoji Vilnia                                              | Naujoji Vilnia                                              |
| Bahnhof | 704                                                                     | Vilnius (seit 1860)                                         | Vilnius (seit 1860)                                         |
| Abzweig geradeaus und nach links |                                                                         | nach Lida                                                   | nach Lida                                                   |
| Abzweig geradeaus und nach rechts |                                                                         | nach Kaunas                                                 | nach Kaunas                                                 |
| Bahnhof | 782                                                                     | Varėna                                                      | Varėna                                                      |
| Kopfbahnhof Strecke ab hier außer Betrieb | 803                                                                     | Marcinkonys                                                 | Marcinkonys                                                 |
| |                                                                         |                                                             |                                                             |
| Grenze (Strecke außer Betrieb) |                                                                         | Staatsgrenze Litauen–Belarus Strecke seit 2004 unterbrochen | Staatsgrenze Litauen–Belarus Strecke seit 2004 unterbrochen |
| |                                                                         |                                                             |                                                             |
| Abzweig geradeaus und von rechts (Strecke außer Betrieb) |                                                                         | von Druskininkai                                            | von Druskininkai                                            |
| Kopfbahnhof Strecke bis hier außer Betrieb |                                                                         | Poretsche                                                   | Poretsche                                                   |
| Abzweig geradeaus und von links |                                                                         | von Minsk                                                   | von Minsk                                                   |
| Bahnhof |                                                                         | Hrodna (Beginn Normalspur)                                  | Hrodna (Beginn Normalspur)                                  |
| Brücke über Wasserlauf |                                                                         | Memel                                                       | Memel                                                       |
| Grenze |                                                                         | Staatsgrenze Belarus–Polen                                  | Staatsgrenze Belarus–Polen                                  |
| Abzweig geradeaus und von rechts |                                                                         | von Suwałki, Šeštokai                                       | von Suwałki, Šeštokai                                       |
| Bahnhof |                                                                         | Sokółka                                                     | Sokółka                                                     |
| Bahnhof |                                                                         | Czarna Białostocka Ende Breitspur                           | Czarna Białostocka Ende Breitspur                           |
| Bahnhof |                                                                         | Białystok                                                   | Białystok                                                   |
| Abzweig geradeaus, nach links und nach rechts |                                                                         | nach Ełk, nach Czeremcha                                    | nach Ełk, nach Czeremcha                                    |
| Bahnhof |                                                                         | Małkinia                                                    | Małkinia                                                    |
| Abzweig geradeaus und von rechts |                                                                         | von Ostrołęka                                               | von Ostrołęka                                               |
| Bahnhof |                                                                         | Tłuszcz                                                     | Tłuszcz                                                     |
| Abzweig geradeaus und nach rechts |                                                                         | nach Legionowo                                              | nach Legionowo                                              |
| Bahnhof |                                                                         | Zielonka                                                    | Zielonka                                                    |
| Abzweig geradeaus und nach links |                                                                         | nach Warszawa Rembertów, Warszawa Wschodnia                 | nach Warszawa Rembertów, Warszawa Wschodnia                 |
| Kreuzung geradeaus unten |                                                                         | Bahnstrecke Warszawa–Gdańsk                                 | Bahnstrecke Warszawa–Gdańsk                                 |
| |                                                                         |                                                             |                                                             |
| Kopfbahnhof Streckenende | 1333                                                                    | Warszawa Wileńska (1862–1915 Dworzec Petersburski)          | Warszawa Wileńska (1862–1915 Dworzec Petersburski)          |

Die Petersburg-Warschauer Eisenbahn (russisch Санкт-Петербурго-Варшавская железная дорога, transkr. Sankt-Petersburgo-Warschawskaja schelesnaja doroga), auch Warschau-Petersburger Eisenbahn, war eine Eisenbahnlinie, die Sankt Petersburg mit Warschau verband.
Die Linie, 1862 als durchgehende Breitspurstrecke (1524 mm) eröffnet, war nach der Zarskoje-Selo-Bahn und der Bahnstrecke Sankt Petersburg–Moskau die dritte Eisenbahnlinie, die in Russland gebaut wurde und zugleich die zweite im Königreich Polen.

## Strecke
Die Eisenbahnlinie verband in sehr gerader Linie die damalige Hauptstadt des Russischen Reiches, Sankt Petersburg, mit den zum Zarenreich gehörenden Städten Pskow, Vilnius, Hrodna, Białystok sowie mit der Hauptstadt des in Personalunion mit Russland regierten Königreichs Polen, Warschau. Die Länge der Strecke betrug 1250 Werst, das sind 1333 Kilometer.

## Geschichte

### Bau und Inbetriebnahme der Strecke

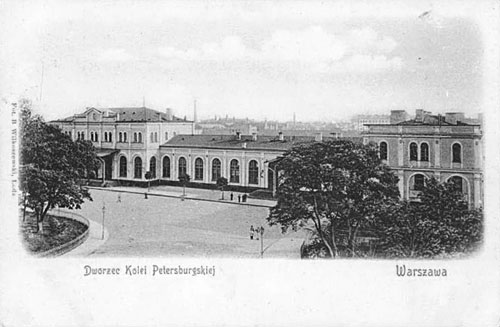
St. Petersburger Bahnhof in Warschau 1862–1915

1851 wurde mit dem Bau der Strecke begonnen. Nachdem die Bauarbeiten wegen des Krimkrieges ab 1853 unterbrochen werden mussten, wurde 1858 zunächst nur das 45 Kilometer lange Teilstück in die Residenzstadt Gattschina eröffnet. 1859 konnte die Strecke bis Pskow (Pleskau) verlängert werden und am 4. September 1860 erreichte der erste Zug Wilna. Die gesamte Eisenbahnlinie bis zum Endbahnhof in Warschau (Dworzec Petersburski), der nach dem Bahnhof der Warschau-Wiener Eisenbahn, Dworzec Wiedeński (dt.: Wiener Bahnhof, dessen Funktion als Fernverkehrsbahnhof heute Warszawa Centralna übernimmt) der zweite Bahnhof Warschaus war, wurde im Dezember 1862 in Betrieb genommen.
1895 wurde die Warschau-Petersburger Eisenbahngesellschaft verstaatlicht und 1906 mit der Baltischen Eisenbahn, die die Linie zu den estnischen Hafenstädten an der Ostsee betrieb, und der Pskow-Rigaer Eisenbahn zur Nord-Westlichen Eisenbahngesellschaft (russ. Северо-Западные железные дороги/translit. Severo-zapadnye želesnye dorogi) zusammengelegt.
Schon im Jahr zuvor, 1861, war eine abzweigende Strecke von Vilnius zum Bahnhof Wirballen (Станція Вержболо́во/translit.: Stancija Veržbolovo) in Kybartai an der russisch-preußischen Grenze fertiggestellt und dort der erste Übergang zwischen russischem Breitspurnetz und europäischem Normalspurnetz eröffnet worden. Das kurze Verbindungsstück zum Grenzbahnhof Eydtkuhnen (heute russisch Чернышевское/translit.: Černyševskoje) der Preußischen Ostbahn hatte Gleise beider Spurweiten.

### Nach dem Ersten Weltkrieg

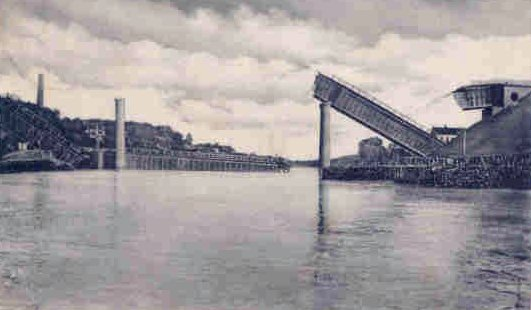
Zerstörte Eisenbahnbrücke über die Memel 1915

Während des Ersten Weltkrieges wurden Teile der Eisenbahnanlagen schwer zerstört, unter anderem die Brücke über die Memel bei Hrodna. Der Petersburger Bahnhof in Warschau wurde vom abziehenden russischen Militär 1915 gesprengt.
Nach dem Ersten Weltkrieg, dem Polnisch-Sowjetischen Krieg und den polnisch-litauischen Auseinandersetzungen um Mittellitauen bestand der Zugverkehr nur auf Teilstrecken. Die Strecke von Wilna über Grodno, die nun zu Polen gehörte und in die polnische Hauptstadt führte, war jetzt als Normalspurstrecke in Betrieb. 1927 wurde in Warschau an Stelle des Petersburger Bahnhof ein neues Bahnhofsgebäude und ein Gebäude für die Eisenbahndirektion errichtet. Der Bahnhof wurde nun Wilnaer Bahnhof (Dworzec Wileński) genannt, diesen Namen trägt er auch heute noch.

### Situation 2007
Seit dem Zerfall der Sowjetunion 1990/91 verläuft die Bahnstrecke (teils normalspurig und teils breitspurig) in fünf Ländern (Russland, Lettland, Litauen, Belarus, Polen). Sie überquert dreimal die EU-Außengrenze. Daher verlassen durchgehende Züge von Warschau (Warszawa) nach Wilna (Vilnius) die Strecke in Białystok und erreichen Litauen am Grenzübergang Mockava bei Šeštokai. Züge von Warschau nach Sankt Petersburg machen einen Umweg über Minsk. Zwischen Białystok in Polen und Grodno (Hrodna) in Belarus verkehren jedoch Regionalzüge der PKP.
Der zu Russland gehörende Abschnitt zwischen der lettischen Grenze und Sankt Petersburg untersteht der Regionalgesellschaft der RŽD in Sankt Petersburg (russ. Октябрьская железная дорога, transkr. Oktjabrskaja schelesnaja doroga). In Sankt Petersburg enden die Züge im Witebsker Bahnhof; bis 2001 war Endpunkt der Warschauer Bahnhof. Nach einem Umbau befand sich dort vom 1. August 2001 bis 2007 das Russische Eisenbahnmuseum. Das Bahnhofsgebäude ist seit 2005 ein Einkaufszentrum.
Innerhalb Polens wird die Strecke von Warszawa Centralna bis Białystok im Fernverkehr genutzt. Im Wilnaer Bahnhof in Warschau, der 2000 neu gebaut und mit einem Einkaufszentrum verbunden wurde, enden die Vorortzüge der Koleje Mazowieckie aus Małkinia. In den Jahren 2013–2017 wurde der Abschnitt Zielonka - Sadowne Węgrowskie modernisiert.

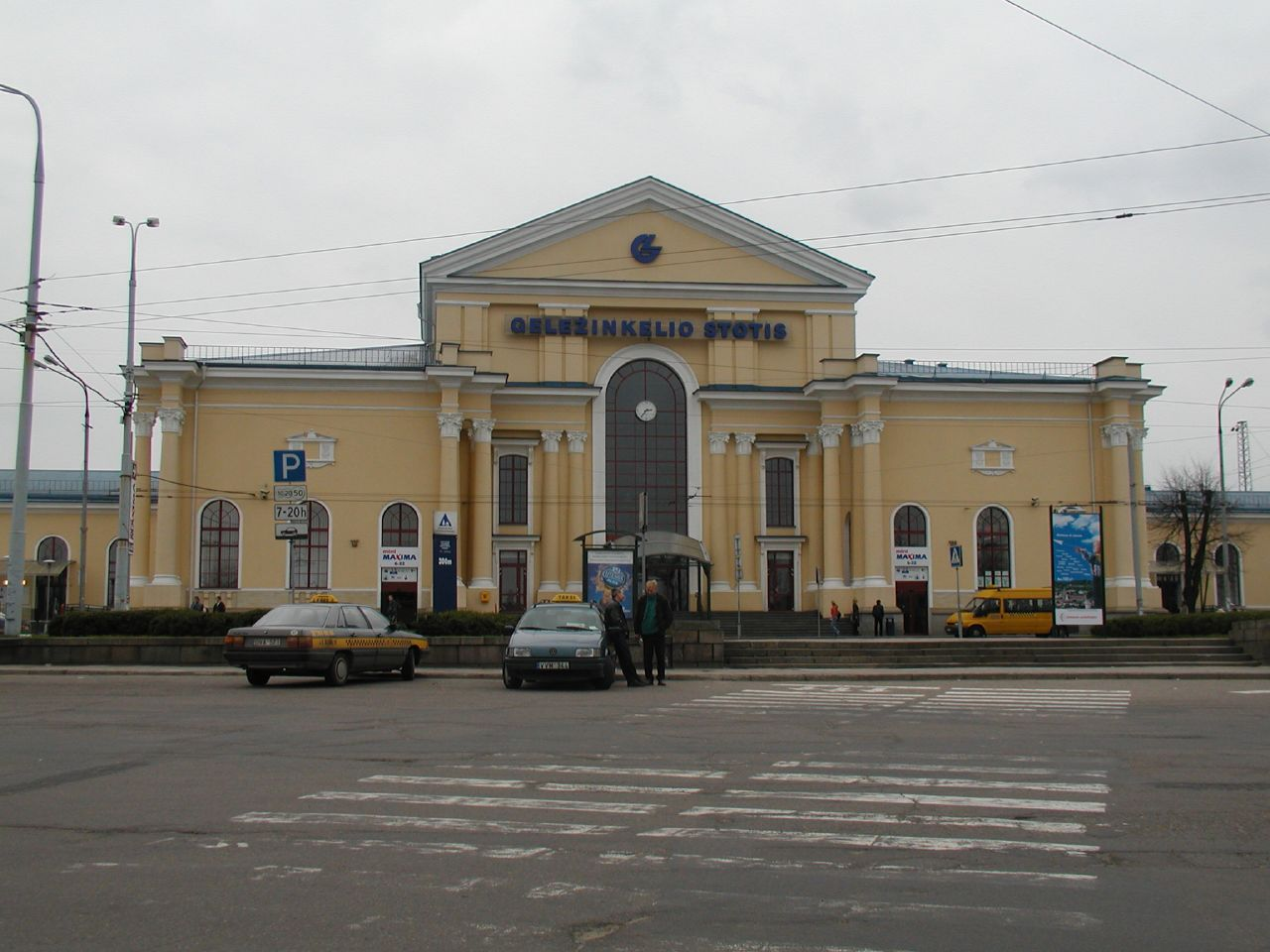
Hauptbahnhof Vilnius, 2006

Innerhalb Litauens verkehren in Richtung Süden täglich je drei Regionalzüge der LG von Vilnius nach Varėna und Marcinkonys. In Richtung Norden verkehren von Vilnius aus sieben Regionalzüge, davon fünf nach Turmantas und bis zu zwei weitere nach Ignalina.